# Ruta Nacional A003 (Argentina)

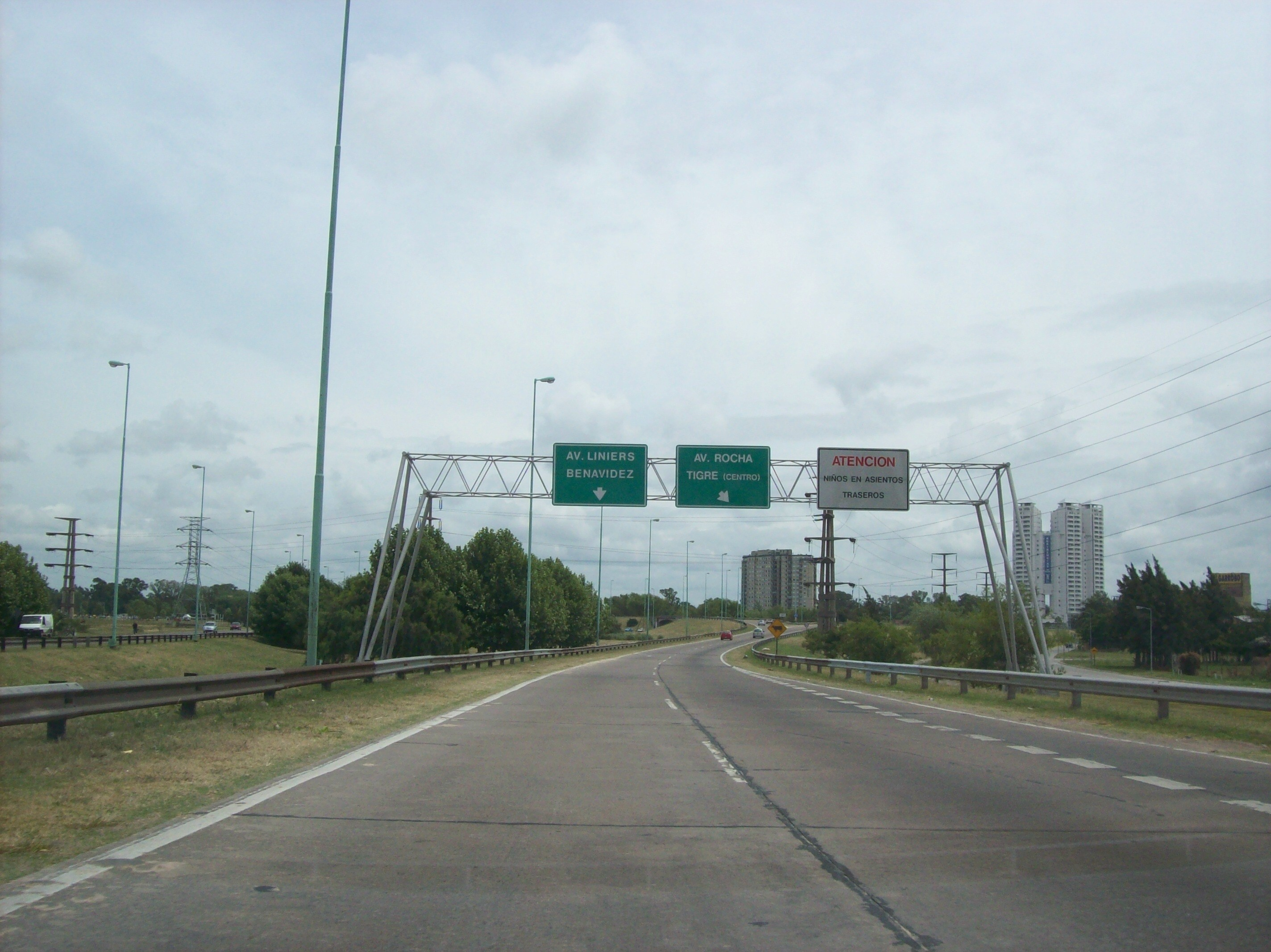
Ruta Nacional A003 en el partido de Tigre.

La Ruta Nacional A003 también conocida como Acceso a Tigre o Ramal Tigre, es una autopista de 8,8 km de longitud con tres carriles por mano en la zona norte del Gran Buenos Aires. Se extiende desde la intersección entre la Ruta Nacional 9 y el Camino de Cintura (Ruta Provincial 4) hasta la Avenida Liniers, en Tigre.
En el extremo sur de esta autopista hay una cabina de peaje.

## Localidades
Las localidades por las que pasa esta ruta de sur a norte son:

### Provincia de Buenos Aires
Recorrido: 8,8 km (km 20,1 a 28,9).
- Partido de San Isidro: Boulogne, San Isidro y Beccar.
- Partido de San Fernando: Victoria, Virreyes y San Fernando.
- Partido de Tigre: Tigre y Rincón de Milberg.

## Historia

### Construcción
El ramal a Tigre forma parte del Acceso Norte de la Ciudad de Buenos Aires, autopista que comenzó a construirse a fines de los años ´40. El primer tramo del acceso a Tigre, entre los kilómetros 9,60 y 13,50 comenzó a construirse en 1967, mientras que el segundo tramo (km 13,50 al km 17,21) hasta la Avenida Liniers, incluyendo el puente sobre el Río Reconquista, se comenzó en 1968.
En el año 2000 se inauguró la reforma del centro histórico de Tigre, obra que incluyó la construcción de una nueva terminal ferroviaria y la reestructuración de la terminal fluvial. Dicha obra incluyó la construcción de una avenida de acceso desde la Ruta Nacional A003 hasta el centro de Tigre, lo que permitió mejorar notablemente la conectividad de la zona.

### Gestión
En 1993 el Gobierno Nacional licitó la administración de la Red de Accesos a Buenos Aires, siendo la adjudicataria del Acceso Norte el consorcio de empresas Autopistas del Sol. Dicho paquete incluye la Avenida General Paz, la Ruta Nacional A003, y parcialmente la Ruta Nacional 8 y Ruta Nacional 9.
Autopistas del Sol suscribió el Contrato de Concesión el 26 de mayo de 1994, aunque el peaje recién comenzó a regir a partir de agosto de 1996, luego de que la empresa realizara las obras de ampliación indicadas en el contrato.
En 2022 el presidente Alberto Fernández junto a Gabriel Katopodis anuncio la anulación de las concesiones pasando toda la administración de la ruta a la concesionaría Corredores Viales (Dirección Nacional de Vialidad).

### Proyecto Ruta Interisleña
En 1997 se anunció la construcción de la denominada Ruta Interisleña, un camino que pretendía extender el Acceso a Tigre hasta el río Paraná de las Palmas, atravesando el Rincón de Milberg, el Río Luján y las islas del Delta.
La historia del camino interisleño se remontaba a 1958, cuando los habitantes del lugar trazaron el posible trayecto de la ruta. Los vecinos incluso propusieron ceder parte de sus terrenos y enmarcaron el trayecto con dos hileras de sauces. La idea se reflotó en 1969, pero luego quedó en el olvido. En aquel entonces, dicha ruta era un necesidad para los vecinos de las islas, que además de sufrir una situación de aislamiento, también debían pagar altos fletes para transportar sus productos.
El crecimiento de los barrios cerrados en los años ´90 hizo resucitar la idea del camino interisleño como una forma de incorporar esas tierras al negocio inmobiliario. Sin embargo, la composición social de las islas era muy distinta a la de cuarenta años antes: mucha menos gente habitaba las islas y ya quedaban pocos productores. La mayoría de los habitantes del Delta vivían gracias al ecoturismo o eran nuevos vecinos atraídos por la tranquilidad del ambiente y no deseaban una ruta que arruinara el ecosistema y llenara las islas con automóviles.

## Recorrido
A continuación, se muestra un mapa esquemático de los principales accesos de esta autopista.
|  | CONTg |  | CONTg |

|  | STRl | ABZ+lr | STRr |

|  |  | RM |

|  | STRq | RMIdo | STRq |

|  | STRq | RMIdo | STRq |

|  |  | RM |

|  |  | MWPETl + MWPETr |

|  |  | RM |

|  | STRq | RMIdo | STRq |

|  |  | RM |

|  | STRq | RMIdo | STRq |

|  |  | RM |

|  | STRq | RMIdu | STRq |

| lDAMPF |  | SKRZ-Muq |  |

|  | STRq | RMIdo | STRq |

|  |  | RM |

|  | STRq | RMIdu | STRq |

|  |  | RM |

|  | STRq | RMIdu | STRq |

|  |  | GRENZE |

|  | STRq | RMIo4 + RMIo1 | STR+r |

|  | STRq | MWKRZo | ABZlr+lr |

|  |  | RM | STRl |

|  | RMq | RMItu3e | RMq |